# L'Âge d'argent
L'Âge d'argent est un tableau réalisé par le peintre allemand Lucas Cranach l'Ancien en 1535.

## Description
Cette huile sur bois est une peinture de bataille qui représente des hommes nus s'affrontant à coups de bâton à côté de femmes et d'enfants aussi nus qu'eux.

## Interprétation
Selon l'interprétation dominante, il s'agit d'une illustration de la fin de l'Âge d'argent, telle qu'Hésiode la décrit dans Les Travaux et les Jours.

## Conservation
Achetée en 1900, l'œuvre est conservée au musée du Louvre, à Paris, en France.
Le panneau sur lequel elle a été exécutée provient du même hêtre que celui où l'artiste a peint le Portrait de Magdalena Luther également dans les collections du musée. Cet arbre a été abattu en 1521.

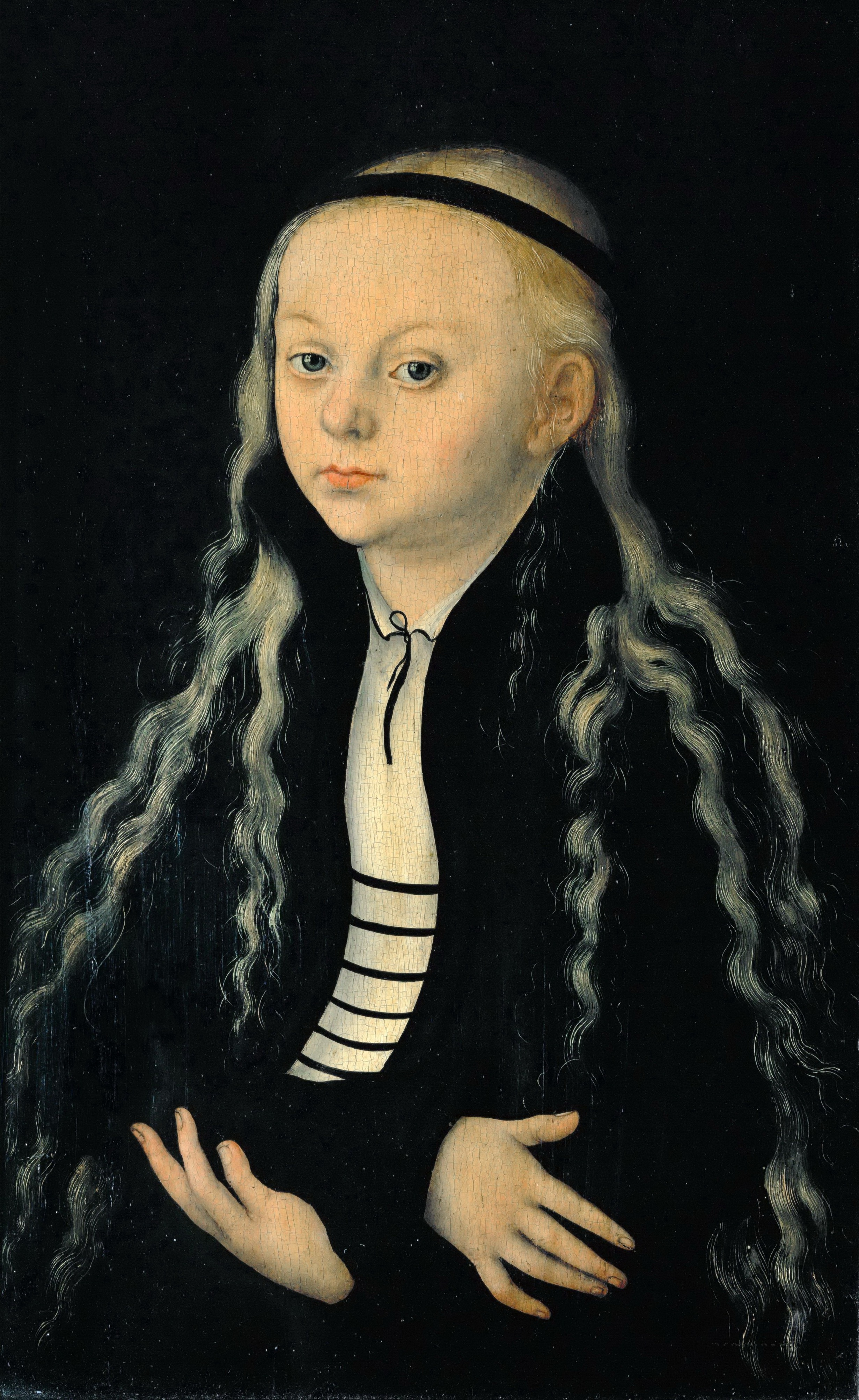
Portrait de Magdalena Luther, fille du réformateur Martin Luther, 1531 – Musée du Louvre, Paris.